# Historischer Materialismus
Unter dem Begriff Historischer Materialismus werden Theorien zur Erklärung von Gesellschaft und ihrer Geschichte zusammengefasst, die gemäß der „materialistischen Geschichtsauffassung“ von Karl Marx und Friedrich Engels entwickelt wurden:

„Die materialistische Anschauung der Geschichte geht von dem Satz aus, daß die Produktion, und nächst der Produktion der Austausch ihrer Produkte, die Grundlage aller Gesellschaftsordnung ist; daß in jeder geschichtlich auftretenden Gesellschaft die Verteilung der Produkte, und mit ihr die soziale Gliederung in Klassen oder Stände, sich danach richtet, was und wie produziert und wie das Produzierte ausgetauscht wird. Hiernach sind die letzten Ursachen aller gesellschaftlichen Veränderungen und politischen Umwälzungen zu suchen nicht in den Köpfen der Menschen, in ihrer zunehmenden Einsicht in die ewige Wahrheit und Gerechtigkeit, sondern in Veränderungen der Produktions- und Austauschweise; sie sind zu suchen nicht in der Philosophie, sondern in der Ökonomie der betreffenden Epoche.“

Der Historische Materialismus sieht den Ablauf der Geschichte als eine durch ökonomische Prozesse gesetzmäßig bestimmte Entwicklung der menschlichen Gesellschaft. Als materielle Triebkräfte der gesellschaftlichen Entwicklung werden die sozio-ökonomischen Widersprüche aufgefasst, die die Gesellschaftsformationen auf unterscheidbaren Entwicklungsstufen und den „Kampf und die Einheit der Gegensätze“ kennzeichnen (Dialektik bei Marx und Engels). Die Lösung der dem jeweiligen Gesellschaftssystem innewohnenden, antagonistischen Widersprüche führt gesetzmäßig zu gesellschaftlichen Veränderungen und zur Herausbildung einer neuen Gesellschaftsformation. Die materialistische Geschichtsauffassung versteht sich als eine dialektische Überwindung des Idealismus Hegels, für den noch der Geist bzw. die Idee(n) und ihr Denken die Geschichte bewirkte bzw. diese überhaupt ausmachte.
Indem der Mensch seine Umwelt durch seine Arbeit verändert, produziert er sich selbst als gegenständliches und gesellschaftliches Wesen. Zur Reproduktion seines Lebens geht er mit anderen Menschen historisch bestimmte Beziehungen ein; diese gesellschaftlichen Verhältnisse wirken auf ihn zurück, machen letztlich sein geschichtliches Wesen oder seine besondere Natur aus.
Der Historische Materialismus versuchte nicht nur den vergangenen geschichtlichen Prozess zu erklären, sondern entwickelte auch Grundrisse für ein humanistisch geprägtes Gesellschaftssystem, welches aus den Prozessen im Klassenkampf resultieren könnte.

## Unterschiedliche Gesellschaftsformationen
„In großen Umrissen können asiatische, antike, feudale und modern bürgerliche Produktionsweisen als progressive Epochen der ökonomischen Gesellschaftsformation bezeichnet werden. Die bürgerlichen Produktionsverhältnisse sind die letzte antagonistische Form des gesellschaftlichen Produktionsprozesses, antagonistisch nicht im Sinn von individuellem Antagonismus, sondern eines aus den gesellschaftlichen Lebensbedingungen der Individuen hervorwachsenden Antagonismus, aber die im Schoß der bürgerlichen Gesellschaft sich entwickelnden Produktivkräfte schaffen zugleich die materiellen Bedingungen zur Lösung dieses Antagonismus. Mit dieser Gesellschaftsformation schließt daher die Vorgeschichte der menschlichen Gesellschaft ab.“

Die kapitalistische Produktionsweise weise die Tendenz auf, ihre eigene Grundlage aufzuheben:
- Erste Phase des Kommunismus, Sozialismus. Anfangsstadium der „klassenlosen Gesellschaft“
- Höhere Phase des Kommunismus, entwickelte klassenlose Gesellschaft, in welcher der Staat und alle Unterdrückungsgewalt abgestorben ist und in der das Prinzip gilt: „jeder nach seinen Fähigkeiten, jedem nach seinen Bedürfnissen“[5]

Im Kommunismus ebenso wie in der Urgesellschaft ist die Entfremdung des Menschen vom Produkt seiner Arbeit sowie von sich selbst noch nicht bzw. nicht mehr vorhanden, während sie in den Klassengesellschaften die Verhältnisse entscheidend mitbestimmt.

### Stammesgesellschaft
Die Stammesgesellschaft ist die ursprünglichste Form des menschlichen Zusammenlebens. Sie wird charakterisiert durch eine minimale Arbeitsteilung, archaische Techniken und eine geringe Produktivität. Privatbesitz ist selten oder existiert nur in gemeinschaftlicher Form, d. h.: die Produktionsmittel sowie die Produkte befinden sich im kollektiven Besitz der Gemeinschaft (Kollektiveigentum). Eine solche „klassenlose“ Gesellschaft bezeichnet Marx auch als „Urform des Kommunismus“ bzw. Urkommunismus.
Mit fortschreitender Entwicklung der Produktivkräfte schaffen es die Menschen ab einem bestimmten Zeitpunkt, mehr zu produzieren, als sie zum unmittelbaren Überleben benötigen. Das zum eigenen Überleben nicht Benötigte ermöglicht die Herstellung eines Mehrprodukts. Dies führt jedoch auch zur Herausbildung von Herrschafts- und Ausbeutungsstrukturen, da das Mehrprodukt dazu dienen konnte, eine herrschende Klasse, die selbst am unmittelbaren Produktionsprozess nicht beteiligt war, zu ernähren. So wurde das Mehrprodukt für Notzeiten in besonderen Speichern aufbewahrt, die dann aber auch bewacht werden mussten, und gerade wenn eine Notzeit ausbrach, waren Leute notwendig, die gegen die unmittelbaren Ängste der Bevölkerung diese Vorräte verteidigten, damit nicht in der ersten Not gleich alles verzehrt wurde. Diese Leute mussten also notfalls auch entscheiden, ob Andere nicht ernährt werden konnten. Sie mussten mächtig sein, mächtiger als die Masse der Bevölkerung. Die herrschende Klasse und die Klassengesellschaft war geboren.

#### Asiatische Produktionsweise
Die asiatische Produktionsweise ist nach Marx eine auf Landwirtschaft basierende Gesellschaftsform, in der eine übergeordnete Autorität über die Ländereien verfügt (Despotismus) und sie den Familien zur Bearbeitung überlässt. Das erwirtschaftete Mehrprodukt wird von der übergeordneten Autorität an die Mitglieder der Gemeinschaft verteilt. Diese Gesellschaft kennt schon Klassen in ersten Ansätzen.
Die asiatische Produktionsweise führte Karl A. Wittfogel zur Kritik am verbreiteten unilinearen Entwicklungsschema. Letzteres war von Engels so auf den Punkt gebracht worden:

„Der durchgehende Grundgedanke des ‚Manifestes‘: daß die ökonomische Produktion und die aus ihr mit Notwendigkeit folgende gesellschaftliche Gliederung einer jeden Geschichtsepoche die Grundlage bildet für die politische und intellektuelle Geschichte dieser Epoche; daß demgemäß (seit Auflösung des uralten Gemeinbesitzes an Grund und Boden) die ganze Geschichte eine Geschichte von Klassenkämpfen gewesen ist, Kämpfen zwischen ausgebeuteten und ausbeutenden, beherrschten und herrschenden Klassen auf verschiedenen Stufen der gesellschaftlichen Entwicklung; daß dieser Kampf aber jetzt eine Stufe erreicht hat, wo die ausgebeutete und unterdrückte Klasse (das Proletariat) sich nicht mehr von der sie ausbeutenden und unterdrückenden Klasse (der Bourgeoisie) befreien kann, ohne zugleich die ganze Gesellschaft für immer von Ausbeutung, Unterdrückung und Klassenkämpfen zu befreien – dieser Grundgedanke gehört einzig und ausschließlich Marx an.“

Mit Verweis auf die Marx eigentümliche Methode der geschichtlichen Erklärung, wobei er vor einer alle Nationen umfassenden Geschichtsphilosophie warne, ging Wittfogel zu einer mehrlinigen Geschichtsauffassung über.

### Germanische Gesellschaft
Die germanische Gesellschaft ist eine ländliche Kultur, mit kleinen, weit verstreuten Besitztümern in der Hand bestimmter Familien. Gemeinschaftsbesitz existiert zum Teil noch (Allmenden). Soziale Hierarchien bilden sich zwischen den Familien.

### Sklavenhaltergesellschaft
Sklavenhaltergesellschaft bezeichnet die antiken Gesellschaften auf der Basis ihrer Produktionsweise, die den Reichtum durch die Schaffung und Akkumulation von Mehrwert durch Sklavenarbeit produzierten.

### Antike Städtegesellschaft
In antiken Städtegesellschaften (z. B. römischen und griechischen Städten) konzentrieren sich die Macht und der Reichtum in den Städten und es entstehen militärische Organisationen, um diese zu sichern (z. B. griech. Polis). Die Ländereien befinden sich meist noch in gemeinschaftlichem Besitz, parallel dazu entwickelt sich jedoch langsam, aber sicher der Privatbesitz. Jene Mitglieder der antiken Stadt, die am aktiven Leben der Stadt teilnehmen (Polisbürger), profitieren vom gemeinschaftlichen Besitz. Es entstehen auch die ersten sozialen Klassen: Sklaven und Sklavenbesitzer.
Diese Gesellschaftsform zeichnet sich durch zahlreiche Sklavenaufstände aus (z. B. Spartacus-Aufstand). Diese Phase der sozioökonomischen Entwicklung geht in einem langwierigen und komplizierten Prozess in das frühe Mittelalter (marxistische Terminologie: Früh-Feudalismus) über. Spätrömische Kolonen (kleine Landpächter) bilden ein Übergangsglied in einer Entwicklungskette hin zu den hörigen Bauern des Feudalismus.

### Feudale Gesellschaft
Die feudale Gesellschaft ist gleichzeitig städtisch und ländlich und in hohem Maße hierarchisch bzw. ständisch aufgebaut. Auf dem Land herrschen die großen Grundbesitzer und Lehnsherren, ihre Ländereien werden von Leibeigenen bearbeitet. In den Städten wiederum basiert die Hierarchie auf den Gilden und Zünften.
Die feudale Gesellschaft ebnet über den Schutz von handwerklichem Besitz und Kapital den Weg für die Entstehung des Kapitalismus.

### Kapitalistische Gesellschaft
Die kapitalistisch-bürgerliche Gesellschaft zeichnet sich einerseits durch einen hohen technischen Entwicklungsstand und andererseits durch eine ausgeprägte Arbeitsteilung aus. Die sozialen Klassen sind scharf voneinander abgegrenzt, und mit der Entwicklung des Handels und der Industrialisierung entsteht eine neue Klasse: das aus dem städtischen Handwerk heraus entstandene Bürgertum bzw. „Bourgeoisie“.
Neue Märkte, die Entstehung von Manufakturen, die ursprüngliche Akkumulation des Kapitals und vor allem die Industrialisierung führen zu einer massiven Produktivitätssteigerung. Der Aufschwung des Bürgertums geschieht Marx zufolge auf Kosten der Arbeiterklasse, die selbst über keinerlei Produktionsmittel verfügt. Landflucht, Armut, Krankheit und ein Gefühl der Entfremdung zeichnen die Angehörigen des Proletariats aus.
Der Kapitalismus ist vorerst kommerzieller Natur: Das Bürgertum bereichert sich, entwickelt neue Produkte, erschließt neue Märkte und multipliziert seine Ressourcen. Diese Art des Kapitalismus wird mehr und mehr vom industriellen Kapitalismus ersetzt – Produktivitätssteigerung und Verstädterung sind die Folgen.

## Basis und Überbau
„In der gesellschaftlichen Produktion ihres Lebens gehen die Menschen bestimmte, notwendige, von ihrem Willen unabhängige Verhältnisse ein, Produktionsverhältnisse, die einer bestimmten Entwicklungsstufe ihrer materiellen Produktivkräfte entsprechen. Die Gesamtheit dieser Produktionsverhältnisse bildet die ökonomische Struktur der Gesellschaft, die reale Basis, worauf sich ein juristischer und politischer Überbau erhebt, und welcher bestimmte gesellschaftliche Bewußtseinsformen entsprechen. Die Produktionsweise des materiellen Lebens bedingt den sozialen, politischen und geistigen Lebensprozeß überhaupt. Es ist nicht das Bewußtsein der Menschen, das ihr Sein, sondern umgekehrt ihr gesellschaftliches Sein, das ihr Bewußtsein bestimmt.“

Die jedesmalige ökonomische Struktur der Gesellschaft bildet die reale Grundlage, aus welcher der gesamte Überbau der rechtlichen und politischen Einrichtungen sowie der religiösen, philosophischen und sonstigen Vorstellungsweise eines jeden geschichtlichen Zeitabschnittes in letzter Instanz zu erklären sind.
Gerade eine Epoche sozialer Umwälzung kann man nicht beurteilen nach dem Bewusstsein bzw. der Ideologie, das sie selbst von sich hat, vielmehr muss die Gesellschaftstheorie dies Bewusstsein aus den Widersprüchen des materiellen Lebens, aus dem vorhandenen Konflikt zwischen gesellschaftlichen Produktivkräften und Produktionsverhältnissen erklären.
Das Sein bestimmt das Bewusstsein. Demnach ist das Modell von Basis und Überbau maßgeblich für die Strukturbeschreibung und zur Bestimmung der Bandbreiten historisch möglicher Entwicklungen („Tendenzen“) von Gesellschaft. Das schließt nicht unbedingt aus, dass Ideen nicht auch auf die Basis zurückwirken, wie etwa Max Weber für in der Gesellschaft verbreitete wirtschaftsethische Auffassungen dies nachzuweisen versucht hat (vgl. Die protestantische Ethik und der Geist des Kapitalismus), oder dass zu Einzelfragen oder für andere Problemstellungen andere Erklärungen herangezogen werden können.
Die Basis-Überbau-Theorie ist dabei nicht als vollständige und eindimensionale Determination der Kultur durch die Ökonomie gemeint, als welche diese Theorie insbesondere im Marxismus-Leninismus (oft als „Vulgärmarxismus“ und „Ökonomismus“ kritisiert) rezipiert wurde. Bei allen dialektischen Wechselwirkungen zwischen „Ideen“ und „materiellen Interessen“ seien es aber, so Marx, in der Regel die Ideen, welche sich „blamierten“.

## Ökonomisches Bewegungsgesetz, Klassenkampf und Revolution
Der Historische Materialismus fasst „die Entwicklung der ökonomischen Gesellschaftsformation als einen naturgeschichtlichen Prozess auf“, analog zur experimentellen Methode der Naturwissenschaft. Gesucht sind Naturgesetze, und zwar die der Sozialgeschichte, insbesondere die Gesetze des Kapitalismus, die sich je nach historischen Umständen mehr oder weniger rein (der idealen theoretischen Form gemäß), wie zu seiner Zeit in England als der fortgeschrittensten Gesellschaft, oder nur als eine theoretisch bestimmbare Tendenz, die von anderen Tendenzen oder Nebenwirkungen gestört wird, zeigen.

„Eine Nation soll und kann von der andern lernen. Auch wenn eine Gesellschaft dem Naturgesetz ihrer Bewegung auf die Spur gekommen ist – und es ist der letzte Endzweck dieses Werks, das ökonomische Bewegungsgesetz der modernen Gesellschaft zu enthüllen –, kann sie naturgemäße Entwicklungsphasen weder überspringen noch wegdekretieren. Aber sie kann die Geburtswehen abkürzen und mildern.“

Mit Ausnahme der Urzustände war alle bisherige Geschichte die Geschichte von Klassenkämpfen. Die gegeneinander kämpfenden Klassen der Gesellschaft entstehen durch die jeweiligen Produktions- und Verkehrsverhältnisse, d. h. die ökonomischen Verhältnisse ihrer jeweiligen Epoche. Der Klassenkampf bestimmt mehr oder minder bewusst die Beziehungen zwischen den Klassen und treibt die gesellschaftliche Entwicklung voran.

„Auf einer gewissen Stufe ihrer Entwicklung geraten die materiellen Produktivkräfte der Gesellschaft in Widerspruch mit den vorhandenen Produktionsverhältnissen oder, was nur ein juristischer Ausdruck dafür ist, mit den Eigentumsverhältnissen, innerhalb deren sie sich bisher bewegt hatten. Aus Entwicklungsformen der Produktivkräfte schlagen diese Verhältnisse in Fesseln derselben um. Es tritt dann eine Epoche sozialer Revolution ein. Mit der Veränderung der ökonomischen Grundlage wälzt sich der ganze ungeheure Überbau langsamer oder rascher um.“

Die Produktionsverhältnisse fördern zunächst die Fortentwicklung der Produktivkräfte, werden dann aber zunehmend zu Fesseln der wirtschaftlichen und gesellschaftlichen Entwicklung. Die Verelendung der unteren Schichten führt zur Verschärfung sozialer Widersprüche und zu sozialen Konflikten. Andererseits werden die Produktionsmöglichkeiten, die die geschaffenen Produktivkräfte an sich hergeben, nicht ausgenutzt, weil die gegebenen Eigentumsverhältnisse dem entgegenstehen. Die produktiven Klassen versuchen dann, die Produktionsverhältnisse ihren Interessen gemäß zu ändern. Da die bisher herrschende Klasse Mittel zur Gegenwehr einsetzt, wodurch sie die Unterdrückung verstärkt, kann dann der Klassenkampf in eine kurze, heftige „revolutionäre“ Phase treten. In einer politischen Revolution reißt die bislang unterdrückte Klasse die Macht an sich und es werden die Eigentums- und Verfügungsverhältnisse über die Produktionsmittel rechtlich neu geregelt. Damit bilden sich neue Produktionsverhältnisse mit neuen herrschenden Klassen heraus, und der Klassenkampf beginnt auf neuer Stufe, in einer anderen Gesellschaftsformation.

„Eine Gesellschaftsformation geht nie unter, bevor alle Produktivkräfte entwickelt sind, für die sie weit genug ist, und neue höhere Produktionsverhältnisse treten nie an die Stelle, bevor die materiellen Existenzbedingungen derselben im Schoß der alten Gesellschaft selbst ausgebrütet worden sind. Daher stellt sich die Menschheit immer nur Aufgaben, die sie lösen kann, denn genauer betrachtet wird sich stets finden, daß die Aufgabe selbst nur entspringt, wo die materiellen Bedingungen ihrer Lösung schon vorhanden oder wenigstens im Prozeß ihres Werdens begriffen sind.“

## Prophezeiung und Voraussagen
„Ohne Prophezeiungen geht es in der Politik einmal nicht. Nur haben diejenigen, die da prophezeien, es werde noch lange alles beim alten bleiben, nicht die Empfindung, dass sie prophezeien.“

Unter der Überschrift Die Prophezeiung der Revolution setzte sich Karl Kautsky ausführlich mit der Polemik auseinander in der Presse, im Reichstag wie auf den Parteitagen, womit die angeblich fehlerhaften Voraussagen oder Fehleinschätzungen der politischen Entwicklung (wie etwa den Ausbruch von Krisen oder Kriegen oder den Revolutionsprozess in Russland betreffend) als „Prophezeiung“ attackiert wurden. Jeder vorausblickende Politiker müsse sich auf Szenarien möglicher Zukünfte stützen.
Die Dialektik von Theorie und Praxis stützt sich mindestens schon seit Kant und Hegels Phänomenologie des Geistes auf die Transzendenz des theoretischen Denkens bzw. des Allgemeinbegriffs: Das menschliche Denkvermögen ist grundsätzlich so gebaut, dass es stets über den konkreten Einzelfall hinausgeht. Der Mensch kann nicht umhin, zu denken und zu handeln, d. h., er steht immer unter dem Zwang, zu verallgemeinern und Gesellschaft und Geschichte auf allgemeine Art zu deuten, d. h., einen Sinn zu geben. Sich hierbei ausschließlich auf das jeweils durch Beweise positiv Abgesicherte stützen zu wollen, wäre wirklichkeitsfremd.
Freilich liegt in der von Hegel und Marx angewandten Dialektik schon insofern eine prinzipielle Beschränktheit, als diese Methode von einer betrachteten Totalität zurückgeht auf deren „Anatomie“, d. h. deren begriffliche und historische Voraussetzungen. Eine „Futurologie“ setzte hingegen die umgekehrte Zeitrichtung voraus, wofür Hegel wie Marx (abgesehen von seiner politischen Programmatik) indes wenig Neigung zeigten. Es überrascht daher kaum, dass noch 1912 Karl Korsch klagte, dass bloß „Vergesellschaftung der Produktionsmittel“ die einzige vom Marxismus angegebene, selten dürftige Formel für die künftige Gesellschaft darstelle.
Laut einem Aufsatz Siegfried Landshuts aus dem Jahr 1956 sind die von Marx entdeckten Entwicklungsgesetze bestätigt worden, insofern mit Ausnahme eines gewaltsamen revolutionären Umschlags alle Aussagen über eine neue Ordnung für die westlichen Gesellschaften zutrafen, während sich die kennzeichnenden Merkmale einer kapitalistischen Gesellschaft gerade in den sozialistischen Gesellschaften wie z. B. der Sowjetunion wiederfanden.
Iring Fetscher listet 1972 dagegen mehrere Prognosen des Historischen Materialismus auf, die sich nicht erfüllt haben, darunter das Verschwinden der mittleren Klassen zwischen Proletariat und Bourgeoisie, die Verelendungsthese und die Unbeherrschbarkeit von Überproduktionskrisen, in deren Folge Marx die Weltrevolution erwartete. Auch das Gesetz des tendenziellen Falls der Profitrate gilt in der nicht-marxistischen Volkswirtschaftslehre heute als falsifiziert, ebenso der Zusammenbruch des Kapitalismus, den Marx am Ende des ersten Bands von Das Kapital als kurz bevorstehend prognostizierte. Laut dem Historiker Arnd Hoffmann trug das Scheitern der Voraussagen des Historischen Materialismus zur heute verbreiteten Skepsis gegenüber Voraussagen insgesamt bei.

## In der Gesellschaft produzierende Individuen
„In Gesellschaft produzierende Individuen – daher gesellschaftlich bestimmte Produktion der Individuen ist natürlich der Ausgangspunkt.“

Die Geschichte von Gesellschaften wird durch die Menschen gemacht. Es wäre aber voreilig, daraus zu schließen, dass Marxens Akteurs-Modell das des methodologischen Individualismus sei. Denn wie schon Hegel weist auch Marx die Auffassung des Individuums in der Tradition des Naturrechts oder konstruiert nach Art der Vertragstheorien als abstrakt und ungeschichtlich zurück. Als des Menschen Natur wirkt das „Ensemble der gesellschaftlichen Verhältnisse“.
Daher lässt sich auch gesellschaftliche Entwicklung nicht ausschließlich durch die allgemeinsten Gesetze des Individualverhaltens oder der Technologie erklären, sondern es müssen die „sozialen Verhältnisse“ als Wirkmechanismen sowie als historische Vorbedingung derselben zur Erklärung gesellschaftlicher Entwicklung hinzugenommen werden.
Der Historische Materialismus lässt sich somit keinesfalls auf die eine oder andere Seite der falschen Alternative: Individualismus oder Kollektivismus festnageln.

„Erst in dem 18. Jahrhundert, in der »bürgerlichen Gesellschaft«, treten die verschiedenen Formen des gesellschaftlichen Zusammenhangs dem Einzelnen als bloßes Mittel für seine Privatzwecke entgegen, als äußerliche Notwendigkeit. Aber die Epoche, die diesen Standpunkt erzeugt, den des vereinzelten Einzelnen, ist grade die der bisher entwickeltsten gesellschaftlichen (allgemeinen von diesem Standpunkt aus) Verhältnisse. Der Mensch ist im wörtlichsten Sinn ein zôon politikon, nicht nur ein geselliges Tier, sondern ein Tier, das nur in der Gesellschaft sich vereinzeln kann.“

Wer wie etwa Schumpeter für die „reine Ökonomie“ holistische Begriffe grundsätzlich zu verwenden ablehnt, dem kann entgegengehalten werden, dass diese schon als Bestandteile von Ideologien dem Objektbereich der Sozialwissenschaften angehören und somit in deren Objektsprache Eingang finden müssen. Eine dialektische Gesellschaftstheorie, die an bestehendes Erfahrungswissen anknüpfen und es durch immanente Kritik überschreiten will, muss gerade an diesen vorfindbaren dogmatischen („verdinglichten“) Formen ansetzen. So ist die soziologische (bzw. phänomenologische oder auch ideologiekritische) Funktion der hegelschen Ausdrucksweise bei Marx zu begreifen. Die Dialektik von Wesen und Schein setzt an dem „natürlichen Platonismus“ der Warenwelt an und zeigt hinter der ideologisch verdeckten „Astronomie der Güterströme“ („reine Ökonomie“!) als wirkliches Wesen auf das gesetzmäßig verknüpfte Handeln menschlicher Individuen unter nicht frei gewählten geschichtlichen Bedingungen.
Marxens ökonomischer Determinismus kann folgendermaßen expliziert werden: Es gibt Gesetze, die außerökonomische Entwicklungen durch ökonomische Faktoren erklären, wobei die Produktionsweise als geschlossen erklärbares System angenommen wird. Es wird also unterstellt, dass die Systemelemente der gesellschaftlichen Verhältnisse durch Makro-Variablen gebildet werden, die sich als System gegenüber dem Individualverhalten abschließen lassen. Wenn ein nach gewissen Gesetzen ablaufender Makro-Prozess auf der Ebene der Produktionsverhältnisse behauptet wird, schließt dies logisch nicht aus, dass dieser in Merkmalen und Relationen von Individuen formuliert werden kann; darüber entscheidet die Theorie.

## Einheit von Theorie und Praxis
„Einheit von Theorie und Praxis“ heißt nicht, dass Theorie und Praxis dasselbe seien oder dass das Problem der Vermittlung schon ein für alle Mal gelöst wäre. Sondern: Der Historische Materialismus ist die allgemeine soziologische Theorie, welche in einem dialektischen Spannungsverhältnis zu sehen ist zu einer der Theorie entsprechenden politischen Praxis, welche diese praktisch orientierte Theorie in der politischen Wirklichkeit überprüft. Denn nichts ist praktischer als eine gute Theorie.
In der Verbindung von Theorie mit dieser Praxis gründet der Anspruch des „Wissenschaftlichen Sozialismus“. Für ihn ist das „Subjekt der gesellschaftlichen Praxis“ der Tradition zufolge das Proletariat oder die Arbeiterbewegung.

## Kritik und Gegenkritik
Die deutsche Ideologie als zentrales Werk des historischen Materialismus von Marx und Engels hat es in der veröffentlichten Form der Marx-Engels-Werke (MEW) nie gegeben. Besonders das Kapitel „I Feuerbach“ war ursprünglich als eine Kritik an Max Stirner gedacht. Ulrich Pagel, Gerald Hubmann und Christine Weckwerth kommen in ihrer Arbeit zur Marx-Engels-Gesamtausgabe (MEGA) zu folgendem Ergebnis: „Anstelle der in der späteren Rezeption behaupteten (und durch Textkompilationen suggerierten) Ausformulierung einer Philosophie des historischen Materialismus belegen die Manuskripte gerade die programmatische Abkehr von der Philosophie zugunsten der wirklichen positiven Wissenschaft“. Demnach können Karl Marx und Friedrich Engels nicht als Gründer oder als Vertreter einer deterministischen Geschichtsauffassung betrachtet werden.
Laut Karl Popper hat Marx eine quasi-religiöse Geschichtsphilosophie gestiftet, die sich aufs Orakeln und Prophezeien verlegt und daher in großen Teilen unwissenschaftlich ist bzw. eine Pseudowissenschaft darstellt, die als ein Historizismus geschichtliche Voraussagen großen Stils beinhalte.
Der Historische Materialismus ist eine Hybridbildung aus deutschem Idealismus, französischer Aufklärung und englischer/französischer Nationalökonomie. Dabei hat er bis heute weder alle Probleme seiner Herkunftstheorien noch alle seine eigenen gelöst. Seine theoretischen oder praktischen Vorzüge sind indes nur jeweils im Vergleich zu Alternativen festzustellen. Zum Historischen Materialismus liegen heutzutage vielerlei Alternativen vor, die zur wechselseitigen Kritik im Sinne eines Theorievergleichs eingesetzt werden können: Theorien zur modernen Gesellschaft und ihrer Entwicklung und ihrer Geschichte, die alle in unterschiedlichen Punkten vom Historischen Materialismus divergieren oder mit ihm konvergieren; wie zum Beispiel: Max Weber, Talcott Parsons, die Kritische Theorie, Niklas Luhmann etc.
Häufig wird – aber nicht immer oder allein von Vertretern des Historischen Materialismus – in der geschichtlichen Entwicklung eine einfache Geradlinigkeit in der Geschichte oder eine Konvergenz auf ein dominierendes Entwicklungsmodell hin unterstellt oder explizit behauptet; häufig in der Form, dass eine bestimmte Gesellschaft (etwa die USA) als Modellfall für andere genommen wird. Diese Thesen werden in den neueren Untersuchungen der Pfadabhängigkeit gesellschaftlichen Wandels der Kritik unterzogen. Dabei wird auch die Frage des Einflusses von menschlichen Entscheidungen auf einen Systemwandel neu aufgeworfen.
Marxens „ökonomischer Determinismus“ leugne die bedeutende Rolle von Ideen in der Geschichte von Gesellschaften. So wird manchmal die Erklärungsperspektive Max Webers entweder als Alternative oder doch zumindest als notwendige Ergänzung des Historischen Materialismus aufgefasst. In einer Kritik an „Rudolf Stammlers ‚Überwindung‘ der materialistischen Geschichtsauffassung“ lässt Weber dahingestellt, ob Stammler letztere richtig interpretiert habe; er bemängelt vor allem den Versuch, den Historischen Materialismus durch einen scholastizistischen Apriorismus zu verschlimmbessern.
Positiv wird oft vermerkt, dass mit dem Historischen Materialismus ein interdisziplinärer Ansatz bzw. eine Gesamtvision zur Verfügung stehe, das Funktionieren menschlicher Gesellschaften zu erklären. Gleichwohl werden dann nur die fachspezifischen Bezüge (Ökonomie, Soziologie, Philosophie, Politik, …) ins Blickfeld gerückt und die anderen Aspekte als wissenschaftlich irrelevant abgeschoben. Typisch hierfür ist die Vorgehensweise Joan Robinsons, der nur der 3. Band des Kapital in ihre ökonomische Sichtweise passt, und der die Arbeitswerttheorie des 1. Bandes nur als „hegelian stuff and nonsense“ erscheint.
Aus der Perspektive der westdeutschen Linken, wie z. B. von Autoren der Zeitschrift Das Argument, war die in den 1960er einsetzende Hinwendung zur Strukturgeschichte, Ausdruck des Bemühens den Historismus ganz vorsichtig zu modifizieren, um vor allem dem Historischen Materialismus etwas entgegenzusetzen.
Im Hinblick auf die „Einheit von Theorie und Praxis“ verteidigt Hans Albert mit der Forderung nach Wertfreiheit das Erkenntnisziel von Wissenschaft als autonom. Bei der Entwicklung von Theorien kann die Wissenschaft weder vorhersehen noch vorherbestimmen, wer später diese zu welchen Zwecken einsetzen werde. Schon aus diesem Grunde sei eine Vermengung von Wissenschaft und politischer Programmatik unzweckmäßig; ein Ableitungsversuch von Wissenschaft aus Erkenntnisinteressen verkenne Stellung und Funktion von Wissenschaft in der Gesellschaft. Freilich ist die Forderung nach Autonomie der Wissenschaft eben eine politische Forderung; sie lässt sich weder aus empirischer Wissenschaft begründen, wie Albert selber sagt; die Frage kann also nur auf politischer Ebene theoretisch gelöst und praktisch ausgetragen werden.